# Ölbő
Ölbő es un pueblo ubicado en el distrito de Sárvár, en el condado de Vas, Hungría.

## Superficie
Posee una superficie de 23,53 kilómetros cuadrados.

## Demografía
Hasta 2019 la población era de 700 habitantes, con una densidad de población de 29,75 habitantes por kilómetro cuadrado.